# Districte de Panda
El districte de Panda és un districte de Moçambic, situat a la província d'Inhambane. Té una superfície 6.852 kilòmetres quadrats. En 2007 comptava amb una població de 47.946 habitants. Limita al nord amb el districte de Funhalouro, al nord i est amb el districte de Homoíne, al sus amb els districtes d'Inharrime i Zavala, al sud i oest amb el districte de Manjacaze de la província de Gaza i a l'oest amb el districte de Chibuto també de la província de Gaza.

## Divisió administrativa
El districte està dividit en tres postos administrativos (Mawayela, Panda i Urrene), compostos per les següents localitats:
- Posto Administrativo de Mawayela:
  - Chivalo
  - Macavelane
  - Mawayela
- Posto Administrativo de Panda:
  - Massalane
  - Panda
- Posto Administrativo de Urrene:
  - Bilanhane
  - Djodjo
  - Machokwe